# Evelyn Reed
Evelyn Reed   (Haledon, 31 d'octubre de 1905 - 22 de març de 1979) va ser una filòsofa, crítica social, escriptora científica i defensora dels drets de les dones americana. El seu llibre Woman's Evolution desafia la visió androcèntrica de l'evolució de l'home en la història. A través de la seva recerca antropològica, estableix que les dones o les mares creen les habilitats socials necessàries per a l'evolució dels homínids.

## Biografia
Va néixer al poble de Haledon a Nova Jersey però de molt jove es va traslladar a Nova York a viure amb la seva tieta. En acabar els estudis secundaris, va ingressar a acadèmies d'art i es va convertir en pintora. Va ser part del cercle artístic i intel·lectual novaiorquès dels anys 20 i 30. A finals dels anys trenta s'havia acostat al marxisme i ja ajudava a distribuir el diari The Militant del Socialist Workers Party (SWP).
El gener de 1940 va viatjar a Mèxic per conèixer Lev Trotski i Natàlia Sedova. A Coyoacán, va conèixer també el líder trotskista nord-americà James P. Cannon, president del Socialist Workers Party. Reed es va unir aquest mateix any al grup i va ser part important del partit fins a la seva mort. Com a membre del partit, va assumir un lloc com a redactora a The Militant. Adoptà Evelyn Reed com a nom seu en honor del periodista revolucionari John Reed.
Com a participant activa en el Moviment d'alliberament de la dona dels 60 i 70, Reed va ser membre fundadora del Women's National Abortion Action Coalition el 1971. Durant aquests anys va participar en xerrades i debats sobre els drets de les dones en diferents ciutats dels Estats Units, Canadà, Austràlia, Nova Zelanda, Japó, Irlanda, Regne Unit i França. Va ser elegida al Comitè Nacional del Partit Socialista dels Estats Units.
Inspirada pels treballs sobre dones i la família de Friedrich Engels i Aleksandra Kollontai, Reed va ser autora de llibres sobre feminisme marxista, l'origen de l'opressió cap a les dones i la lluita per la seva emancipació. Algunes de les obres més destacables de Reed són:Problems of Women's Liberation, Woman's Evolution: From Matriarchal Clan to patriarchal Family, Is Biology Woman's Destiny?, i Cosmetics, Fashions, and the Exploitation of Women(amb Joseph Hansen i Mary-Alice Waters).
Va ser nominada com a candidata a presidenta dels Estats Units pel Partit Socialista dels Estats Units en les eleccions presidencials de 1972. Va aparèixer en les paperetes de només tres estats (Indiana, Nova York i Wisconsin) i va rebre un total de 13.878 vots. La candidata principal del partit va ser Linda Jenness, que va rebre 37.423 vots.
Evelyn Reed va morir a Nova York, el 22 de març de 1979.

## Obres
- The Myth of Women's Inferiority, 1954
- The Matriarchal-Brotherhood. Sex and labor In Primitive Society, 1954
- Anthropology Today, 1957
- New Light on the Origins of Man, 1963
- A Study of the Feminine Mystique, 1964
- Is “Man” an “Aggressive Ape”?, 1970
- La mujer: ¿Casta, clase o sexo oprimido?, 1970[1]
- Feminism and “The Female Eunuch”, 1971
- Is Biology Woman's Destiny?, 1971